# Klára Janečková
Klára Janečková (* 20. července 1979 Valašské Meziříčí) je česká spisovatelka a psycholožka. Pracuje a žije ve Zlínském kraji.

## Studium
- 2004 - 2009 Univerzita Palackého v Olomouci, Filozofická fakulta, Katedra psychologie – jednooborová psychologie
- Postgraduální studium: 2009 Univerzita Palackého v Olomouci, Filozofická fakulta, Katedra psychologie – postgraduální rigorózní dokt.studium
- má dceru Miladu Martincovou Janečkovou

## Publikační činnost
Výběr z díla:
- 2002 Ďábelská tvář , historický román, Nakladatelství Olympia
- 2003 Zrada, Nakladatelství Olympia
- 2003 Nakladatelství MAP Brno, kniha Prokletý původ
- 2005 Osudová posedlost, Nakladatelství Ikar, Euromedia Group K. S., Praha
- 2006 Manželské okovy, Nakladatelství Ikar, Euromedia Group K. S., Praha
- 2008 Unesená – autobiografická kniha (napsáno na pokladě vlastních zážitků a osobních zkušeností), Nakladatelství Ikar, Euromedia Group K. S., Praha
- 2009 – 2010 Nakladatelství TeMi, Velké Bílovice, druhé vydání knihy Ďábelská tvář a Zrada
- 2010 Srdce v písku, Nakladatelství Ikar, Euromedia Group K. S., Praha
- 2011 Temnota, Nakladatelství Ikar, Euromedia Group K. S., Praha
- 2013 Prokletý původ, Nakladatelství Ikar, Euromedia Group K. S., Praha
- 2014 Deník Gréty Kaiserové, Nakladatelství Ikar, Euromedia Group K. S., Praha
- 2018 Pád do tmy,Nakladatelství Ikar, Euromedia Group K. S., Praha
- 2019 Vítěz,Nakladatelství Ikar, Euromedia Group K. S., Praha
- 2020 Zrada, Nakladatelství Ikar, Euromedia Group K. S., Praha
- 2021 Francouzský manžel, Nakladatelství Ikar, Euromedia Group K. S., Praha
- 2023 V pasti,Nakladatelství Ikar, Euromedia Group K. S., Praha
- 2023 Ďábelská tvář, Nakladatelství Ikar, Euromedia Group K. S., Praha

V roce 2002 získala ocenění „Nejlépe prodávaná prvotina roku“.

## Novinářská činnost
Od roku 2003 je členkou Syndikátu novinářů České republiky ve Zlíně. Od téhož roku publikuje v magazínu NewExpress. V letech 2004 - 2009 publikovala v časopisu Glanc. V letech 2009 - 2010 publikovala v časopise History revue a týdeníku Šarm (Slovensko). V letech 2011 – 2013 zpracovávala odborné články pro Zpravodaj města Bystřice pod Hostýnem.